# Roodeschool vasútállomás
Roodeschool vasútállomás vasútállomás Hollandiában, Eemsmond községben,  településen.

## Vasútvonalak
Az állomást az alábbi vasútvonalak érintik:
- Roodeschool Eemshaven railway line

## Kapcsolódó állomások
A vasútállomáshoz az alábbi állomások vannak a legközelebb:
- Uithuizermeeden vasútállomás
- Eemshaven vasútállomás (2018. március 28. – )